# Dawson-eiland
Dawson-eiland (Spaans: Isla Dawson) is een eiland in de regio Patagonië in het zuiden van Chili. De oppervlakte van het eiland is circa 1290 km2 en het behoort tot de archipel Vuurland. Op het eiland bevinden zich de plaatsen Puerto Harris, Puerto San Antonio en Puerto Almeida.

## Geschiedenis
Het eiland werd van oudsher onder andere bewoond door de Selknam. Eind 19e eeuw kregen Italiaanse Salesiaanse broeders van de Chileense overheid toestemming om op het eiland onder meer onderwijs te geven. Tegenwoordig staat er nog een monument op het eiland dat daaraan herinnert.
Na de militaire staatsgreep van Augusto Pinochet in 1973 werd het eiland gebruikt om communistische tegenstanders gevangen te houden. Volgens een rapport van het Rode Kruis uit 1974 werden er 99 mensen gevangen gehouden. Andere rapporten spraken van circa 400 personen.